# Gleadovia banerjiana
Gleadovia banerjiana är en snyltrotsväxtart som beskrevs av Debendra Bijoy Deb. Gleadovia banerjiana ingår i släktet Gleadovia och familjen snyltrotsväxter. Inga underarter finns listade i Catalogue of Life.